# Zsáka
Zsáka è un comune dell'Ungheria di 1.717 abitanti (dati 2001). È situato nella contea di Hajdú-Bihar.